# Dorfkirche Polenzko

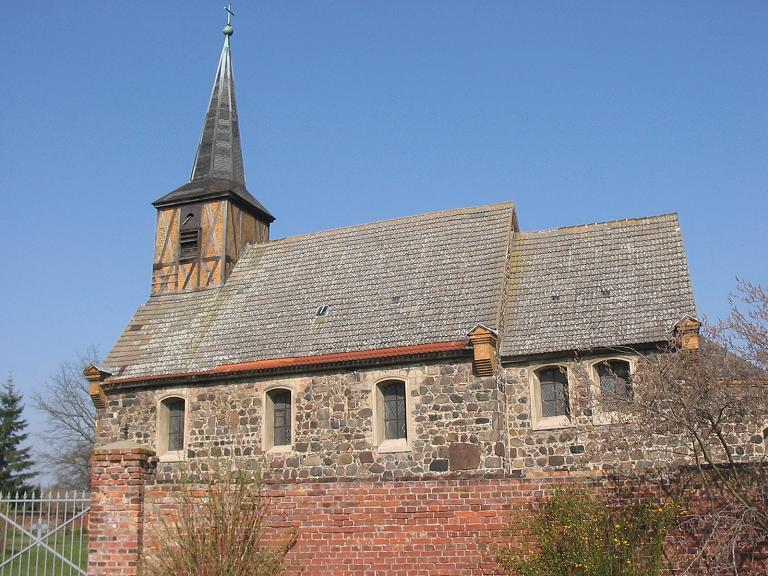
Dorfkirche Polenzko

Die evangelische Dorfkirche Polenzko ist eine romanische Saalkirche im Ortsteil Polenzko von Zerbst/Anhalt im Landkreis Anhalt-Bitterfeld in Sachsen-Anhalt. Sie gehört zur Kirchengemeinde Zerbst-Lindau im Kirchenkreis Zerbst der Evangelischen Landeskirche Anhalts. Die Kirche ist durchgängig geöffnet.

## Geschichte und Architektur
Die im Kern spätromanische Saalkirche in Feldstein mit eingezogenem Chor und Apsis trägt über dem Westteil einen Dachreiter in Fachwerk. Die ursprünglichen Öffnungen an der der Nord- und Südseite sind zum Teil noch erkennbar, eine Priesterpforte an der Südseite ist erhalten. Eine eingreifende Erneuerung wurde im Jahr 1884 vorgenommen, dabei wurde die Westwand komplett erneuert, wobei gelbe Klinker für First und Fensterrahmung verwendet und ein kleiner Vorbau vor dem Westportal aus gelbem Klinker errichtet wurden.
Innen ist das Bauwerk flach gedeckt; Emporen wurden im Süden und im Westen eingebaut und eine holzsichtige Ausstattung aus der Zeit um 1885 hinzugefügt.

## Ausstattung
Die Kirche ist als Themenkirche mit dem Thema Weihnachten gestaltet. Die überdimensionalen Krippenfiguren Maria und Josef schuf der Zerbster Holzbildhauer Horst Sommer aus Pappelstämmen. Am 3. Adventssonntag 2009 erhielt die Kirche ein rund anderthalb Meter langes und mehrere hundert Kilogramm schweres Jesuskind. Weitere Krippenfiguren wie die Hirten sowie Ochse und Esel kamen dazu. Auf Informationstafeln werden Advents- und Weihnachtsbräuche dokumentiert.
An der Nordseite sind vier aufwändige steinerne Epitaphe der Familie von Metsch aus dem 18. Jahrhundert angebracht; sie zeigen Inschrifttafeln, teils mit Bildnisreliefs der Verstorbenen, die von allegorischen Figuren bekrönt sind:
- für Johann Friedrich von Metsch († 1743) mit Inschrift gerahmt von der Personifikation des Glaubens mit Kreuz und Bibel und weinendem Engel;
- für Johann Friedrich von Metsch (1663–1732) mit von Putti gehaltenem Inschrifttuch gerahmt von Spes und Fides sowie Christus als Bekrönung;
- für Hans Ernst von Metsch († 1710) mit Inschriftsockel mit den Wappen derer von Thumbs und Metsch, darüber eine Büste in Kranzgewinde neben einer Darstellung des geflügelten Todes;
- für Eleonore Dorothea geborene von Thumbs (1711 errichtet), darunter ein Inschrifttuch mit Wappen derer von Thumbs und von Metsch, darüber eine auf einem Sockel sitzende, weinende Dame, die ein Medaillon mit dem Brustbild der Verstorbenen auf ihr Knie setzt.

Eine Bronzeglocke wurde von den Gebrüdern Ulrich in Apolda im Jahr 1884 geschaffen.